# 日本リース
株式会社日本リース（にほんリース）とは、かつて存在した日本初の総合リース会社。同社を草分けとして、株主だった会社や金融機関が独自のリース会社を創り、日本にリース業という産業を形成した。
市村清を初代社長に、石坂泰三（当時経団連会長）、倉田主税（当時日立製作所会長）、藤井深造（当時三菱重工業相談役・元会長）、中川不器男（当時トヨタ自動車社長）、川又克二（当時日産自動車社長）らを役員に迎えて、1963年（昭和38年）、日本リース・インターナショナルとして会社設立。1967年（昭和42年）、日本リースに社名変更。
日本初の人材派遣業も構想したが、当時の職業安定法に抵触し実現しなかった。会社設立の経緯に関しての一端を、田中角栄が『市村清追悼集』に記している。
1980年代より日本長期信用銀行（長銀）から役員派遣を受け入れ同行出身者が社長を歴任することとなり、市村のリコー三愛グループ傘下の会社から、実質長銀系の会社となる。本業のリースよりも長銀の別働隊としてのファイナンス業に注力し、バブル景気終焉の余波を受け巨額不良債権を抱え、長銀と共に1998年（平成10年）に経営破綻した。負債額約2兆3000億円は当時の日本最高額であった。

## 歴史
- 1963年（昭和38年）8月1日 - 日本リース・インターナショナルとして設立
- 1967年（昭和42年）1月 - 日本リースと改称
- 1998年（平成10年）9月27日 - 東京地方裁判所へ、会社更生法の適用を申請[1]、同月29日には全額出資子会社の日本リースオートも同裁判所へ会社更生法の適用を申請
- 1999年（平成11年）3月1日 - ゼネラル・エレクトリック（General Electric、GE）が日本リースのリース部門と日本リースオート（現在のGEフリートサービス株式会社）を買収
- 2001年（平成13年）GEキャピタルリーシング株式会社と改称